# Gaëtan Huard
Gaëtan Huard (Montargis, Francia, 12 de enero de 1962) es un exfutbolista francés. Jugó de guardameta en la máxima categoría del fútbol francés (357 encuentros) y español (10 encuentros). Desde la temporada 1992/93 ostenta el récord de imbatibilidad de un portero en la Ligue 1 (permaneció 1.176 minutos sin encajar gol mientras defendía la portería del Girondins).

## Trayectoria
Gaetan Huard se formó en las categorías inferiores del Amilly y el Pithiviers. Jugó con la selección francesa sub-23. Desde 1980 a 1988 defendió la camiseta del Lens. Posteriormente jugó tres temporadas en el Olympique de Marsella con el que ganó la liga 1989/90 y la Copa de 1989. Su tercer equipo profesional fue el Girondins donde en su primera temporada se alzó con el campeonato de la Ligue 2 y el consiguientes ascenso. En su segunda temporada con los "Marines et blancs" logró jugar unos 13 partidos sin encajar un gol, récord de la liga francesa que hoy sigue ostentando. En su última temporada en el Girondins el equipo formado entre otros jugadores por Zinedine Zidane, Christophe Dugarry, Bixente Lizarazu o Richard Witschge llegó a la final de la Copa de la UEFA, Huard jugó los dos partidos de la final ante el Bayern de Múnich (el global de la final fue de 5-1 favorable al Bayern, y el gol francés lo metió Daniel Dutuel).
En la temporada 1996/97 fichó por el Hércules Club de Fútbol, que recién ascendido a Primera división realizó nombrosos fichajes extranjeros en plena efervescencia del Caso Bosman. Huard jugó 10 encuentros en la liga española y su paso por Alicante fue más bien gris. Tras su año en el Hércules, puso fin a su carrera como futbolista. En la actualidad Gaëtan es comentarista deportivo de Canal+ y de la radio de Burdeos Gold FM.

## Clubes
| Club                    | País    | Año       |
| ----------------------- | ------- | --------- |
| Racing Club de Lens     | Francia | 1980-1988 |
| Olympique de Marsella   | Francia | 1988-1991 |
| FC Girondins de Burdeos | Francia | 1991-1996 |
| Hércules C. F.          | España  | 1996-1997 |

- Datos: Q3087348